# Hot (empresa israelense)
Hot Telecommunication Systems Ltd. (em hebraico: הוט - מערכות תקשורת בע"מ) é uma empresa de telecomunicações israelense, subsidiária da Altice, fundada em 18 de agosto de 2003 com sede em Tel Aviv.

## Atividades
A Hot tem várias subsidiárias:
- Hot mobile, para telefonia móvel;
- Hot Telecom, para telefonia fixa;
- Hot net, para acesso à internet.

A empresa possui dois canais de televisão, Hot 3 e HOT HBO (anteriormente Hot Plus).